# Томас Арнолд
Томас Алфред Арнолд (енгл. Thomas Arnold; 5. мај 1901 – 5. јул 1986) је био британски возач боба, који је учествовао на Зимским олимпијским играма 1924. на којим је у бобу, четвороседу са Ралфом Бринеом, Александом Ричардсом и Роднијем Сохером освојио сребрну медаљу.